# Simona Vicari
Simona Vicari (Palermo, 17 marzo 1967) è una politica italiana, dal 29 gennaio 2016 è stata Sottosegretario di Stato al Ministero delle infrastrutture e dei trasporti. È stata Sottosegretario di Stato del Ministero dello Sviluppo Economico nel Governo Letta, confermata in tale incarico nel Governo Renzi e nel Governo Gentiloni.
Ex sindaco di Cefalù, già componente dell'Assemblea Regionale Siciliana, nel 2008 è stata eletta senatrice nelle file del Popolo della Libertà.  Ha ricoperto all'inizio della XVII legislatura il ruolo di Vice-capogruppo al Senato per il suo partito fino alla nomina a Sottosegretario.

## Biografia
Nel 1986 consegue la maturità classica e nel 1995 si laurea in Architettura con il massimo dei voti. Dal 1996 è stata abilitata all'esercizio della professione di architetto.
È sposata con Massimo Punzi, un ex militante di Rifondazione comunista, e ha due figlie, Alice e Adele.
Nel 1990, a soli 23 anni, viene eletta al consiglio comunale di Palermo nel Partito Socialista Democratico Italiano e viene nominata assessore al comune di Palermo, con delega al Decentramento, Servizi Demografici, Informatizzazione. Dal luglio al dicembre del 1992 è Assessore al Comune di Palermo con delega al Patrimonio. 
Nel 1993 viene rieletta al Consiglio Comunale di Palermo con una lista civica. Nel 1994 costituisce insieme ad altri due consiglieri il gruppo di Forza Italia al comune di Palermo, diventandone capogruppo. 

### Deputato all'ARS
Il 16 giugno del 1996 viene eletta nelle liste di Forza Italia all'Assemblea regionale siciliana (XII Legislatura), ed è l'unica donna su 90 deputati regionali. Dal 1996 al febbraio 1999 è Presidente della Commissione per l'esame delle questioni concernenti l'attività della Comunità Europea all'Ars. Dall'11 febbraio 1998 al maggio 2001 durante la XII legislatura dell'Ars è componente della Commissione Regionale Antimafia. Dal 4 febbraio 1999 al maggio 2001 è segretario della IV Commissione Territorio e Ambiente all'ARS XII legislatura.
Dal 1997, a 31 anni, è eletta sindaco di Cefalù, carica ricoperta fino al 2007. Nel 24 maggio 2001 viene rieletta all'Assemblea Regionale Siciliana XIII legislatura.
Ad agosto 2001, viene nominata componente della IV Commissione Territorio e Ambiente all'ARS. L'8 agosto 2001 viene eletta Presidente della Commissione per l'esame delle questioni concernenti l'attività della Comunità Europea dell'Ars XIII legislatura. Il 20 settembre del 2006 è deputato all'Assemblea Regionale Siciliana XIV legislatura, Componente della VI Commissione Sanità all'ARS. È stata componente della direzione nazionale del Popolo della Libertà.

### In Parlamento
Nelle elezioni politiche del 2008 è risultata eletta come Senatrice del Popolo della Libertà. È membro del Consiglio di presidenza, della 10ª commissione permanente (Industria, commercio, turismo) e membro della commissione Parlamentare per le questioni regionali. Il 29 aprile 2008 è stata Segretaria provvisoria della Presidenza del Senato, poiché è una delle senatrici più giovani della legislatura. 
Vicina al senatore siciliano Renato Schifani, nel settembre 2012 viene nominata da Angelino Alfano commissaria del PdL di Palermo per fare le liste delle politiche del 2013. Nel febbraio seguente è quindi rieletta in Senato per la XVII Legislatura.
Il 16 novembre 2013, con la sospensione delle attività del Popolo della Libertà, aderisce al Nuovo Centrodestra guidato da Angelino Alfano.

### Sottosegretario di Stato
Il 2 maggio 2013 viene nominata Sottosegretario al Ministero dello Sviluppo Economico sotto il ministro Flavio Zanonato nel Governo Letta. Il 1º ottobre 2013 si è dimessa dall'incarico ma ha successivamente ritirato le dimissioni, venendo confermata nel suo incarico da Enrico Letta.
Dopo la caduta del governo Letta viene riconfermata nello stesso incarico nel governo Renzi sotto il nuovo ministro Federica Guidi. Le vengono assegnate le deleghe riguardanti la piccola media impresa, l'artigianato, i consumatori e la concorrenza.
Nel gennaio 2015, in seguito alla pubblicità Tiffany raffigurante una coppia di uomini intenti ad ufficializzare il proprio fidanzamento, Vicari afferma: “(Quello dell'azienda) è un atteggiamento culturale molto irrispettoso di un paese e anche dei valori e dell'identità attuali [dell'Italia]. Quasi quasi sarei tentata di giudicarla una pubblicità ingannevole perché [in Italia] non è permesso”.
Il 29 gennaio 2016, viene nominata Sottosegretario di Stato al Ministero delle infrastrutture e dei trasporti del governo Renzi.
Viene poi confermata in tale incarico nel Governo Gentiloni ma pochi mesi dopo, nel maggio 2017, in seguito all'inchiesta per corruzione che la coinvolge si dimette dall'incarico.
Alle elezioni politiche del 2018 è ricandidata in Senato con Noi con l'Italia - UDC in Lombardia, ma non viene rieletta.

## Vicende giudiziarie
Nel 2014 è stata condannata a versare al Comune di Cefalù 218.513 euro, oltre agli interessi legali. All'epoca in cui è stata sindaco della città, dal 14 dicembre 1997 al 9 giugno 2002, la senatrice era anche deputato regionale di Forza Italia e ha cumulato le indennità delle due cariche. Nel 2016 Simona Vicari è stata condannata in appello dalla Corte dei Conti a risarcire il Comune di 5.534 euro per una vicenda che risale a quando era Sindaco del Comune di Cefalù. Secondo i giudici della Sezione giurisdizionale d’appello, l’ex primo cittadino avrebbe conferito un incarico di progettazione senza copertura finanziaria.
Il 19 maggio 2017 viene indagata per corruzione nell'ambito dell'inchiesta che ha portato all'arresto del politico forzista Girolamo Fazio e dell'armatore Ettore Morace: secondo l'accusa, l'orologio Rolex ricevuto dalla Vicari da parte di Morace sarebbe stato elargito in cambio dell'approvazione di un emendamento che ha poi agevolato Morace nelle sue attività commerciali. In seguito a tale inchiesta la sera dello stesso 19 maggio si dimette dalla carica di sottosegretario.